# Mogaleth
Mogaleth (acrónimo de Movimiento Organizado de Gays, Lesbianas, Trans y Heterosexuales) es una organización chilena de defensa de los derechos LGBT, enfocada principalmente en el trabajo comunitario y a nivel local en la Región de Los Lagos.

## Historia
La organización fue creada a mediados de 2011, siendo su primera actividad pública la marcha denominada «Viva la Diversidad», realizada en Puerto Montt el 2 de julio del mismo año y que finalizó con un acto en las cercanías de la Plaza de Armas de la ciudad. Su primer presidente fue Víctor Castillo. Obtuvo su personalidad jurídica el 19 de octubre de 2011.
Entre 2015 y 2017 Mogaleth desarrolló junto al Instituto Nacional de la Juventud la revista Educa tu sexualidad. El 4 de octubre de 2015 participó —junto a la agrupación OTD Chile, el Colectivo Lemebel, Traves Chile y la Fundación Transitar— de la conmemoración de la primera protesta homosexual en Santiago ocurrida en 1973. En diciembre de 2015 se incorporó al Frente de la Diversidad Sexual, agrupación que reunía a organizaciones LGBT chilenas, y que en aquel momento estaba integrada por Acción Gay, Fundación Iguales, Movimiento por la Diversidad Sexual, OTD Chile, Fundación Todo Mejora, Valdiversa, Rompiendo el Silencio, Fundación Daniel Zamudio, Red de Psicólogos de la Diversidad Sexual y Somos Coquimbo.
El 9 de mayo de 2018 fue incorporada al Registro de Instituciones vinculadas al Instituto Nacional de Derechos Humanos. Dentro de sus acciones se ha incluido la denuncia de agresiones homófobas y actos discriminatorios contra la diversidad sexual, así como también en 2017 se organizaron jornadas de capacitación de derechos humanos con perspectiva de género y en 2021 se gestionó la participación de gaykeepers —agentes comunitarios en la prevención del suicidio entre jóvenes LGBT—.
El 27 de junio de 2021 Mogaleth fue una de las organizaciones fundadoras de la articulación «Disidencias Constituyentes», que tras el inicio del debate constituyente en la Convención Constitucional fue renombrada como «Disidencias Unidas Reconstruyendo Alianzas Sexopolíticas» (DURAS), la cual hacia fines de 2021 reunía a 42 organizaciones LGBT del país y que presentó 3 iniciativas populares de normas constitucionales, destinadas a reconocer las comunidades y las diferentes formas de familia, garantizar el derecho a la identidad, y el derecho a la igualdad, no discriminación y no sometimiento.